# Poppenmaker

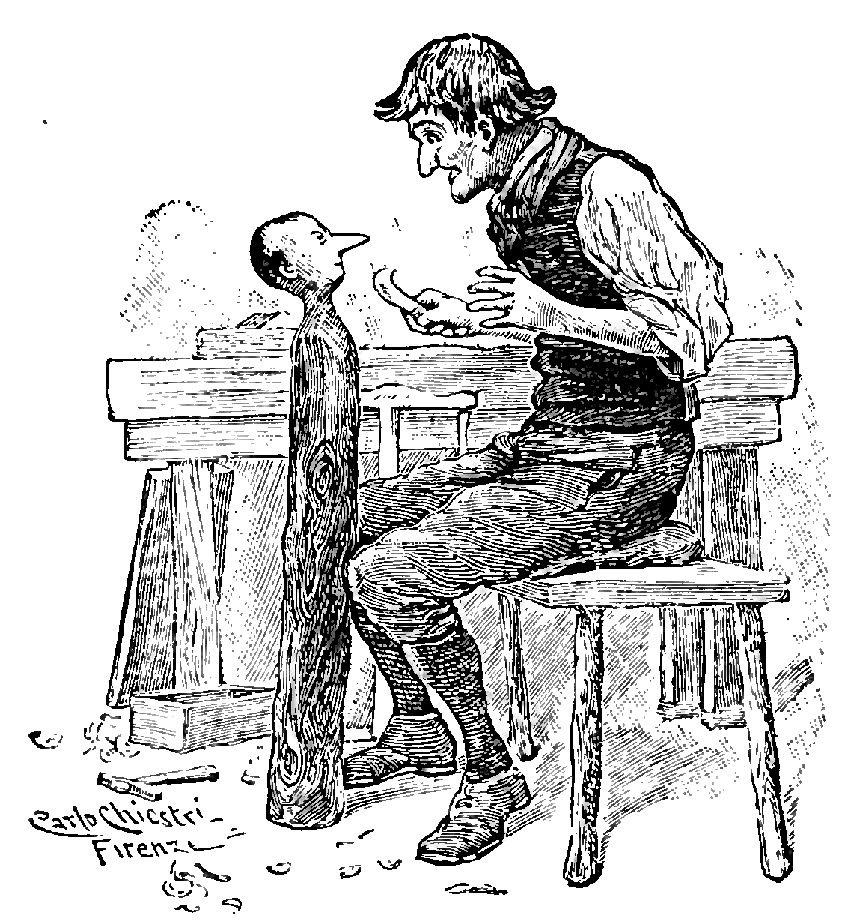
Poppenmaker Geppetto snijdt zijn creatie Pinokkio uit een stuk kersenhout.
Carlo Chiostri, ca. 1902

Een poppenmaker maakt en ontwerpt poppen voor uitingen in de kunst, opvoeringen van buiksprekers en poppenspelers in het poppentheater, en voor gebruik door vooral kinderen.
Bekende poppenmakers uit de lage landen zijn bijvoorbeeld Nettie de Man (De gelaarsde kat), Lindai Boogerman (Sesamstraat), Harry van Tussenbroek, Max Verstappen (Otje en Ibbeltje) en Jan Maillard (Bumba). Een bekende Amerikaanse poppenmaker was Jim Henson (Muppets).